# Stabwound Orgasm
 (juillet 2018).
Si vous disposez d'ouvrages ou d'articles de référence ou si vous connaissez des sites web de qualité traitant du thème abordé ici, merci de compléter l'article en donnant les références utiles à sa vérifiabilité et en les liant à la section « Notes et références ».
Albums de Avulsed
Cybergore Yearning for the grotesque
Stabwound orgasm est le quatrième album de Avulsed

## Liste des morceaux
1. Amidst The Macabre (instrumentale) : 1 min 53 s
2. Stabwound Orgasm : 3 min 49 s
3. Blessed By Gore : 4 min 27 s
4. Compulsive Hater : 5 min 08 s
5. Eminence In Putrescence : 4 min 33 s
6. Exorcismo Vaginal : 4 min 02 s
7. Anthro-Pet-Phagus : 4 min 46 s
8. Homeless Necrophile : 4 min 36 s
9. Nice Rotting Eyes : 4 min 18 s
10. Skinless : 5 min 33 s
11. Coprotherapy : 4 min 49 s
12. Virtual Massacre : 10 min 40 s

## Formation
- Dave Rotten: chant
- Cabra: guitare
- Furni: batterie
- Juancar: guitare
- Tana: basse